# Colobothea osculatii
Colobothea osculatii är en skalbaggsart som beskrevs av Guérin-Méneville 1855. Colobothea osculatii ingår i släktet Colobothea och familjen långhorningar. Inga underarter finns listade i Catalogue of Life.